# ミカエル・パーシュブラント
ミカエル・パーシュブラント（Mikael Persbrandt、1963年9月25日 - ）は、スウェーデンの俳優。映画『ホビット』シリーズにおけるビヨルン役で知られている。

## 経歴
2008年、ヤン・トロエル監督の『マリア・ラーション 永遠の瞬間』に出演する。2012年、ラッセ・ハルストレム監督の『ヒプノティスト-催眠-』で主演を務める。
2011年にはコカインの使用で2度逮捕されており、2014年4月には再度のコカイン服用によって5ヶ月の収容措置を受けている。これは『ホビット 決戦のゆくえ』の制作時期と被っており、後に発売されたエクステンデッド・エディション（EE）では、直接の関連は示されていないが、ビヨルンに関するかなりのシーンが途中段階まで制作されていたが作業中止になっていると言及されている。

## フィルモグラフィー

### 映画
- 暗殺の瞬間（1998年）
- マリア・ラーション 永遠の瞬間（2008年）
- 未来を生きる君たちへ（2010年）
- エージェント・ハミルトン 祖国を愛した男（2012年）
- エージェント・ハミルトン ベイルート救出作戦（2012年）
- ヒプノティスト-催眠-（2012年）
- ホビット 竜に奪われた王国（2013年）
- ホビット 決戦のゆくえ（2014年）
- 悪党に粛清を（2014年）
- ヒトラーへの285枚の葉書 (2016年)
- ジャドヴィル包囲戦 -6日間の戦い- (2016年)
- ユーロビジョン歌合戦 〜ファイア・サーガ物語〜 (2020年)
- キングダム　エクソダス〈脱出〉 (2022年)

### テレビドラマ
- ファウンデーション (2023年)
- セックス・エデュケーション (2019年〜2023年)